# Internacionálé (dal)
Az Internacionálé a nemzetközi munkásmozgalom legelterjedtebb mozgalmi dala. Az eredeti francia szöveget Eugène Pottier (1816–1887) írta 1871-ben, zenéjét Pierre Degeyter (1848–1932) szerezte 1888-ban. Az Internacionálét lefordították a világ legtöbb nyelvére. Magyarra Bresztovszky Ernő ültette át 1904-ben. Az orosz változat a Szovjetunió nemzeti himnusza volt 1944-ig.

## A mű története
1888. július 23-án a franciaországi Lille-ben, egy kávéházban hangzott fel először az akkor már halott munkásmozgalmi költő, Eugène Pottier szövegére, Pierre Degeyter zenéjével, egy helyi munkáskórus előadásában. A kávéház neve ez volt: „A Szabadsághoz”. Az újságárusok szakszervezeti csoportja tartotta itt összejöveteleit, és a dal első előadása nem nyerte meg túlzottan a tetszésüket. Jobbnak tartották a francia forradalom vérpezsdítő indulóit, a Carmagnole-t és a Marseillaise-t.
Az Internacionálé Gustave Delory, későbbi szocialista képviselő és lille-i polgármester ösztönzésének köszönhető: ő fedezte fel egy kis füzetben az egy évvel korábban elhunyt Pottier szövegét. Odaadta Pierre Degeyter szocialista pártmunkásnak, autodidakta zenésznek, hogy öntse dalba.
A belga származású Degeyter Gentben született 1848-ban. Tehetséges lehetett, mert 18 éves korában elnyerte a lille-i zeneiskola első díját, ennek ellenére munkásként dolgozott az észak-franciaországi nagy iparvárosban.
Hogy a forradalmi dal ne okozzon neki problémákat, a kiadó csak a vezetéknevével jegyezte a partitúrát. Ennek ellenére Degeytert elbocsátották, sokáig munka nélkül volt, ráadásul évekig tartó perbe keveredett fivérével, aki azt állította, hogy ő a dal szerzője. A valódi alkotó csak 1922-ben kapta vissza jogait.
Az Internacionálé lassan terjedt el. Csaknem 25 év telt el megszületése után, amíg országhatárokon túl is énekelni kezdték. „Nemzetközi karrierje” csak az első világháború táján kezdődött, majd az októberi forradalom győzelme után teljesedett ki.
A nemzetközi munkásmozgalom himnusza 2002-től vált jogdíj szempontjából az emberiség közkincsévé.

## Kotta és dallam
| Szerző         | Mire       | Mű             |
| -------------- | ---------- | -------------- |
| Rezessy László | két szólam | Internacionálé |

| Föl, föl, ti rabjai a földnek, Föl, föl, te éhes proletár! A győzelem napjai jönnek, Rabságodnak vége már. A múltat végképp eltörölni, Rabszolga-had, indulj velünk! A Föld fog sarkából kidőlni, Semmik vagyunk, s minden leszünk! Ez a harc lesz a végső, Csak összefogni hát, És nemzetközivé lesz Holnapra a világ. | Védelmező nincsen felettünk, se isten nem véd, sem király: A közjó alkotói lettünk – hát vesszen el, ki ellenáll! Pusztuljon ez a rablóbanda, a rabságból elég nekünk. A lángot szítsuk, rajta, rajta! A vas meleg, hát ráverünk. Ez a harc lesz a végső, csak összefogni hát! és nemzetközivé lesz holnapra a világ! | A gazdagoknak kedve-kénye erőnkből szívja ki a vért, csaló az államok törvénye, mert minden bajt szegényre mért. Kínlódás most a munka bére, de már ebből elég, elég! Szerszámot hát az úri kézbe s ide a jognak a felét! Ez a harc lesz a végső, csak összefogni hát! és nemzetközivé lesz holnapra a világ! | Mi milliók, mi munka népe, mi alkotunk a földtekén, mienk lesz még pompája, fénye s a munka nem lehet szegény. A tőke még a húsunk marja, de már a gyáva had remeg – kelőben már a munka napja s ragyogni fog a föld felett. Ez a harc lesz a végső csak összefogni hát! és nemzetközivé lesz holnapra a világ! |

## Eredetihez közelebb álló fordítás
Ez a harc most a végső,

Csak összefogni hát,

És nemzetközivé nő! –

Miénk lesz a világ.
Föl! Kárhozottjai a földnek!

Föl! Föl! Ti éhség rabjai!

Az éjnek végórái jönnek,

Az ész szavát már hallani,

Föl! Föl! A szégyent éveinkben

Töröljük le, rabok hada!

Legyünk a semmiből mi – minden: 

Világunk új talapzata.
Ott fönn nem hallják meg szavunkat,

Nem óv sem isten sem vezér;

Munkások, mentsük hát magunkat!

S a közjó majd életre kél!

Hogy pórul járjon mind a tolvaj,

Hogy rács ne zúzza szellemed,

Szítsuk a tüzet…tettel – szóval,

Üssük a vasat, míg meleg!
Az állam sújt, a törvény színlel,

Az adó sebzi a szegényt;

Kötelmet a gazdag nem ismer,

A "jog" szó nem kelt már reményt.

A gyámkodásnak legyen vége!

Az egyenlőség mást kíván:

Ha jognak van kötelessége,

Ne legyen ez se jog híján.
"Vasútkirályok", "bányabárók",

- Ocsmányok, istenítve is! -

A munkást ti fosztogattátok!

Ezt műveltétek, mást nem is!

S mit alkotott, csak ez a banda

Halmozza föl és élvezi!

Rendeljük el, hogy visszakapja!

A nép jussát követeli.
Füsttel itattak a királyok,

Béke közénk s nekik – golyót!

Ha zászló alá hívnak – sztrájkot!

Dobd el a puskát, bontsd a sort!

S makacskodnak e kannibálok?

Hogy minket hőssé gyúrjanak?

Tábornokok, majd megtudjátok:

Golyóink rátok hullanak.
Vagyunk a dolgozók nagy pártja:

Munkások, parasztok vagyunk!

A föld embert illet, hiába,

A naplopókon túladunk!

Húsunkon sokan élősködnek!

Ám, ha a hollók és ölyük

Egy szép reggelre elköltöznek,

Ragyog a nap majd – nélkülük.
Ez a harc most a végső,

Csak összefogni hát,

És nemzetközivé nő! –

Miénk lesz a világ.

## Egyéb nyelveken
- Intêrnacyjanal – (Czornaruski)
- Internationale – Dán (Dansk)
- Die Internationale – Német (Deutsch)
- The Internationale – Angol (English)
- La Internacio – Eszperantó (Esperanto)
- La Internacional – Spanyol (Español)
- Kansainvälinen – Finn (Suomeksi)
- L'Internationale – Francia (Français)
- האינטרנציונאל – Héber (עברית)
- L'Internazionale – Olasz (Italiano)
- インターナショナル – Japán (日本語)
- 인터내셔널가 – Koreai (조선어 / 한국어)
- De Internationale – Holland (Nederlands)
- Internasjonalen – Norvég (Norsk)
- Międzynarodówka – Lengyel (Polski)
- A Internacional – Portugál (Português)
- Internaţionala – Román
- Интернационал – Orosz (Русский)
- Internationalen – Svéd (Svenska)
- Internasyunal – Tagalog
- Enternasyonal – Török (Türkçe)
- 国际歌 – Kínai (中文)

## Felvételek
- Pierre Degeyter – Eugène Pottier:  Internacionálé magyarul. Magyar Rádió és Televízió Szimfonikus zenekara  YouTube (2013. április 30.)  (Hozzáférés: 2017. január 20.) (audió)
- Pierre Degeyter – Eugène Pottier:  Internacionálé. Állami Hangversenyzenekar, vezényel Révész László  YouTube (1964. március 14.)  (Hozzáférés: 2017. január 20.) (audió)
- Pierre Degeyter – Eugène Pottier:  Internacionálé. A Magyar Állami Operaház Zenekara, Budapesti Kórus, A Magyar Néphadsereg Művészegyüttesének Ének- és Zenekara  YouTube (1983. szeptember 2.)  (Hozzáférés: 2017. január 20.) (audió)

## Kapcsolódó lapok
- Mozgalmi dal
- Kommunizmus